# Classificació dels lepidòpters
Aquesta classificació dels lepidòpters mostra la llista de les 47 superfamílies i les 128 famílies descrites. S'ha afegit una estimació del nombre de gèneres i espècies per tenir una noció de la diversitat d'aquest ordre d'insectes. Una part d'aquesta estimació apareix amb interrogants perquè encara hi ha molta incertesa i falten moltes dades. D'altra banda aquesta proposta té molts punts que estan en discussió i que aportarà nous canvis a curt i llarg termini.
També s'ha afegit la classificació dels lepidòpters d'Europa, destacant-ne els grups amb un fons més fosc, les superfamílies més fosques, i les famílies en un fons més clar. De les 47 superfamílies i 128 famílies de lepidòpters a Europa hi ha 33 superfamílies i 92 famílies localitzades. Aquesta selecció està extreta de la Fauna Europaea, una base de dades de la Unió Europea sobre la fauna d'Europa que han desenvolupat de manera conjunta la Universitat d'Amsterdam, la Universitat de Copenhaguen i el Museu d'Història Natural de París, i és accessible a tots a internet.

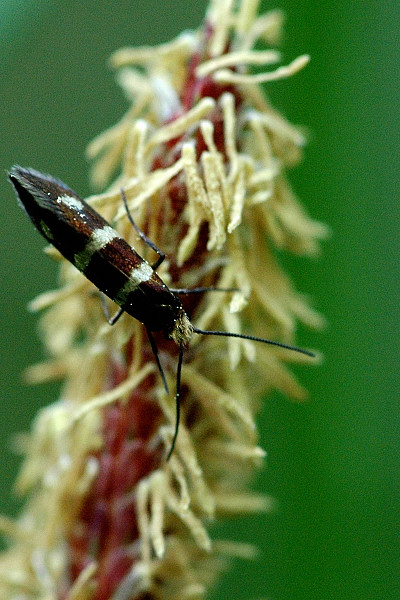
Micropterix aureatella

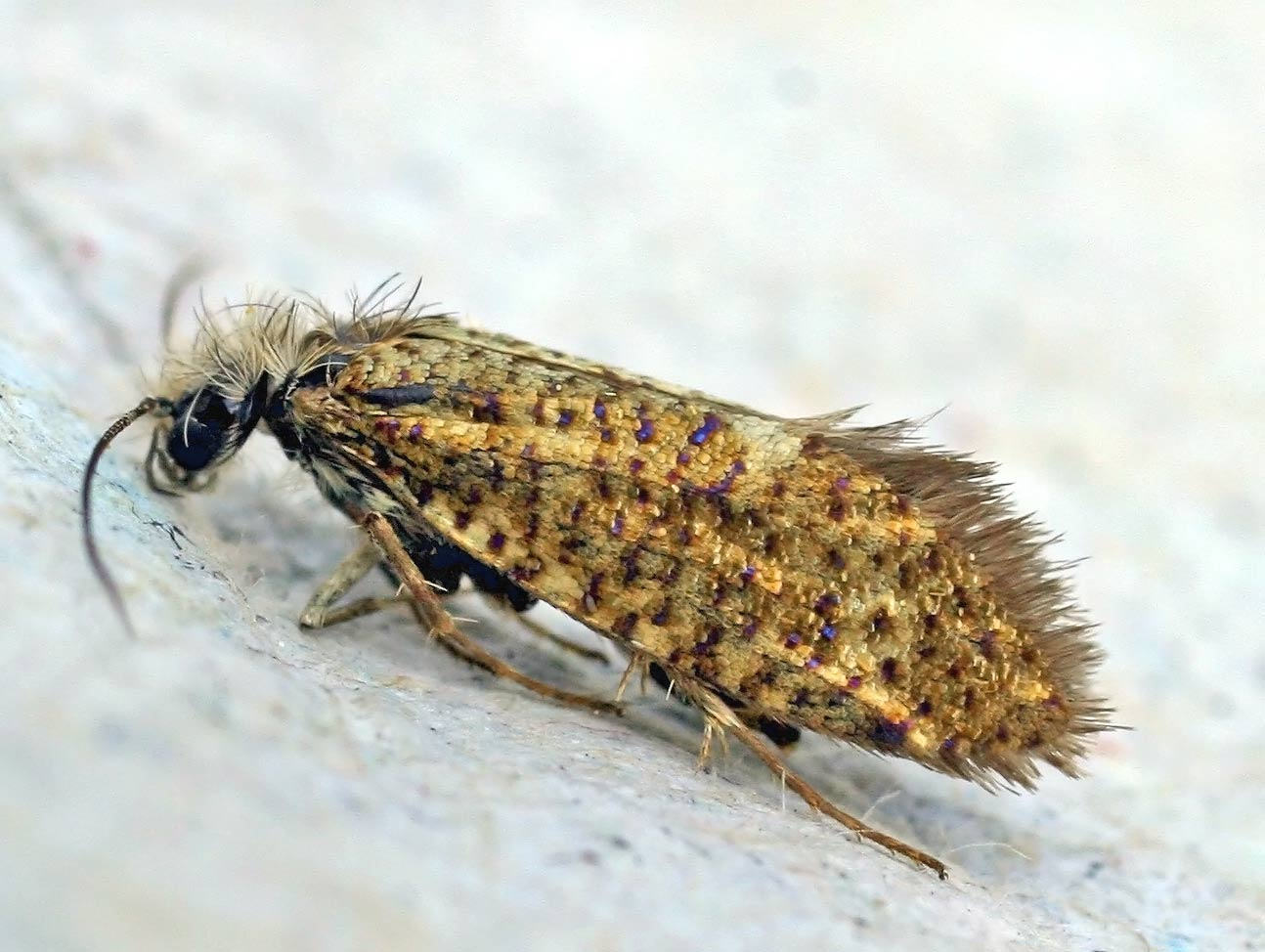
Eriocrania semipurpurella

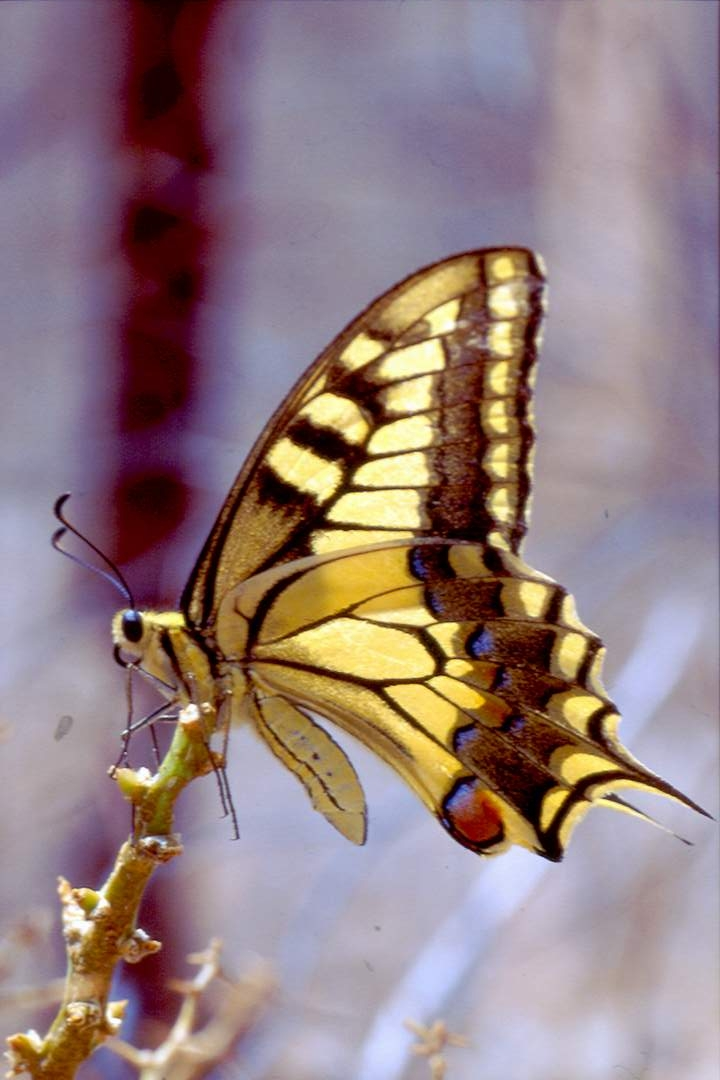
Papilio machaon

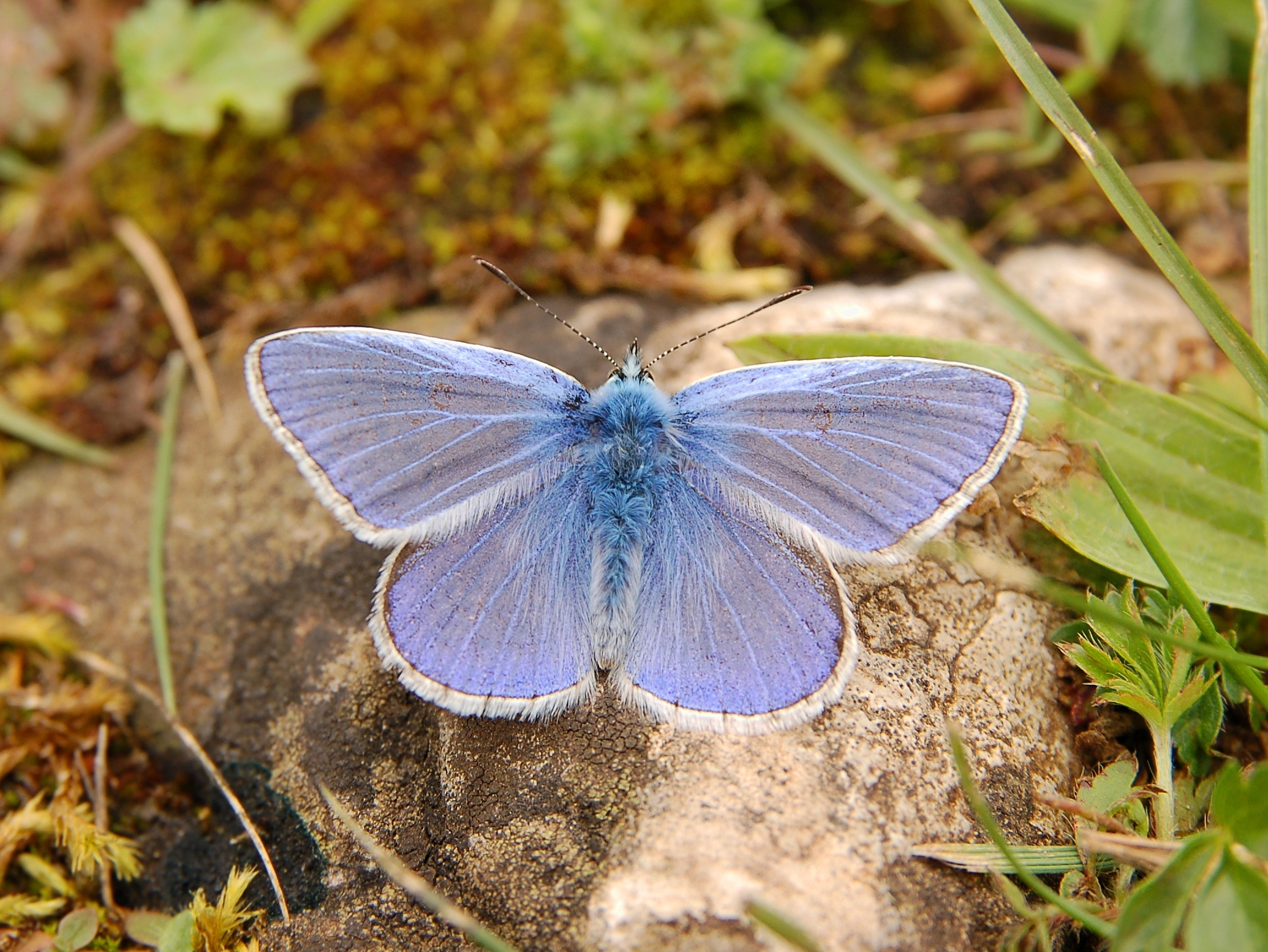
Polyommatus icarus

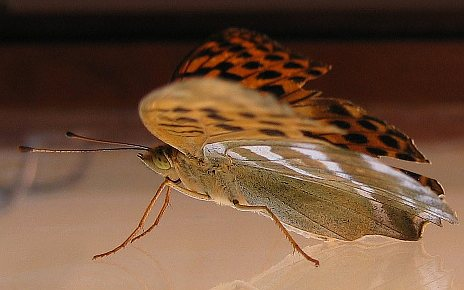
Ropalòcer

| Superfamílies         | Famílies             | Gèneres | Espècies |
| Micropterigoidea      | Micropterigidae      | 6       | 182      |
| Agathiphagoidea       | Agathiphagidae       | 1       | 2        |
| Heterobathmioidea     | Heterobathmiidae     | 1       | 9        |
| Eriocranioidea        | Eriocraniidae        | 6       | 24       |
| Acanthopteroctetoidea | Acanthopteroctetidae | 2       | 5        |
| Lophocoronoidea       | Lophocoronidae       | 1       | 5        |
| Neopseustoidea        | Neopseustidae        | 3       | 10       |
| Mnesarchaeoidea       | Mnesarchaeidae       | 1       | 14       |
| Hepialoidea           |                      | 61      | 544      |
|                       | Anomosetidae         | ?       | ?        |
|                       | Hepialidae           | 50      | 500      |
|                       | Neotheoridae         | ?       | ?        |
|                       | Palaeosetidae        | ?       | ?        |
|                       | Prototheoridae       | ?       | ?        |
| Nepticuloidea         |                      | 17      | 902      |
|                       | Nepticulidae         | ?       | ?        |
|                       | Opostegidae          | ?       | ?        |
| Incurvarioidea        |                      | 72      | 598      |
|                       | Adelidae             | ?       | ?        |
|                       | Cecidosidae          | ?       | ?        |
|                       | Crinopterygidae      | ?       | ?        |
|                       | Heliozelidae         | ?       | ?        |
|                       | Incurvariidae        | ?       | ?        |
|                       | Prodoxidae           | 12      | 80       |
| Palaephatoidea        | Palaephatidae        | 7       | 60       |
| Tischerioidea         | Tischeriidae         | 1       | 80       |
| Simaethistoidea       | Simaethistidae       | 2       | 4        |
| Tineoidea             |                      | 406     | 4.352    |
|                       | Acrolophidae         | ?       | 300      |
|                       | Arrhenophanidae      | ?       | ?        |
|                       | Eriocottidae         | ?       | ?        |
|                       | Lypusidae            | ?       | ?        |
|                       | Psychidae            | ?       | ?        |
|                       | Tineidae             | 320     | 3.000    |
| Gracillarioidea       |                      | 90      | 2.315    |
|                       | Bucculatricidae      | ?       | ?        |
|                       | Douglasiidae         | ?       | ?        |
|                       | Gracillariidae       | 75      | 2.000    |
|                       | Roeslerstammiidae    | ?       | ?        |
| Yponomeutoidea        |                      | 83      | 1.578    |
|                       | Acrolepiidae         | ?       | ?        |
|                       | Bedelliidae          | ?       | ?        |
|                       | Glyphipterigidae     | ?       | 384      |
|                       | Heliodinidae         | ?       | ?        |
|                       | Lyonetiidae          | ?       | ?        |
|                       | Plutellidae          | ?       | 100      |
|                       | Yponomeutidae        | ?       | 600      |
|                       | Ypsolophidae         | ?       | ?        |
| Gelechioidea          |                      | 1.390   | 15.966   |
|                       | Agonoxenidae         | ?       | ?        |
|                       | Batrachedridae       | ?       | ?        |
|                       | Blastobasidae        | ?       | ?        |
|                       | Coleophoridae        | 43      | 1.418    |
|                       | Cosmopterigidae      | 106     | 1.628    |
|                       | Elachistidae         | 165     | 3.270    |
|                       | Ethmiidae            | ?       | ?        |
|                       | Gelechiidae          | 507     | 4.530    |
|                       | Holcopogonidae       | ?       | ?        |
|                       | Lecithoceridae       | ?       | ?        |
|                       | Metachandidae        | ?       | ?        |
|                       | Momphidae            | ?       | ?        |
|                       | Oecophoridae         | ?       | ?        |
|                       | Pterolonchidae       | ?       | ?        |
|                       | Scythrididae         | ?       | ?        |
|                       | Symmocidae           | ?       | ?        |
| Galacticoidea         | Galacticidae         | 3       | 17       |
| Zygaenoidea           |                      | 98      | 2.700    |
|                       | Aididae              | ?       | ?        |
|                       | Anomoeotidae         | ?       | ?        |
|                       | Cyclotornidae        | 1       | 5        |
|                       | Dalceridae           | ?       | ?        |
|                       | Epipyropidae         | ?       | ?        |
|                       | Heterogynidae        | ?       | ?        |
|                       | Himantopteridae      | ?       | ?        |
|                       | Lacturidae           | ?       | ?        |
|                       | Limacodidae          | ?       | 1.100    |
|                       | Megalopygidae        | ?       | ?        |
|                       | Somabrachyidae       | ?       | ?        |
|                       | Zygaenidae           | ?       | ?        |
| Cossoidea             |                      | 114     | 676      |
|                       | Cossidae             | 113     | 670      |
|                       | Dudgeoneidae         | 1       | ?        |
| Sesioidea             |                      | 149     | 1.360    |
|                       | Brachodidae          | ?       | 150      |
|                       | Castniidae           | ?       | ?        |
|                       | Sesiidae             | 149     | 1.362    |
| Choreutoidea          | Choreutidae          | 12      | 405      |
| Tortricoidea          | Tortricidae          | 755     | 6.338    |
| Urodoidea             | Urodidae             | 3       | 60       |
| Schreckensteinioidea  | Schreckensteiniidae  | 2       | 5        |
| Epermenioidea         | Epermeniidae         | 5       | 83       |
| Alucitoidea           |                      | 15      | 158      |
|                       | Alucitidae           | ?       | 130      |
|                       | Tineodidae           | ?       | ?        |
| Pterophoroidea        | Pterophoridae        | 73      | 986      |
| Whalleyanoidea        | Whalleyanidae        | 1       | 2        |
| Immoidea              | Immidae              | 6       | 246      |
| Copromorphoidea       |                      | 29      | 318      |
|                       | Carposinidae         | ?       | ?        |
|                       | Copromorphidae       | ?       | ?        |
| Hyblaeoidea           | Hyblaeidae           | 2       | 18       |
| Pyraloidea            |                      | 215     | 17.786   |
|                       | Crambidae            | ?       | 11.630   |
|                       | Pyralidae            | ?       | 6.150    |
| Thyridoidea           | Thyrididae           | 12      | 1.220    |
| Mimallonoidea         | Mimallonidae         | 30      | 200      |
| Lasiocampoidea        |                      | 158     | 1.575    |
|                       | Anthelidae           | ?       | ?        |
|                       | Lasiocampidae        | 150     | 1.500    |
| Bombycoidea           |                      | 466     | 3.425    |
|                       | Bombycidae           | ?       | ?        |
|                       | Brahmaeidae          | ?       | ?        |
|                       | Carthaeidae          | ?       | ?        |
|                       | Endromidae           | ?       | ?        |
|                       | Eupterotidae         | ?       | ?        |
|                       | Lemoniidae           | ?       | ?        |
|                       | Mirinidae            | ?       | ?        |
|                       | Saturniidae          | 165     | 1.480    |
|                       | Sphingidae           | 200     | 1.200    |
| Axioidea              | Axiidae              | 2       | 6        |
| Calliduloidea         | Callidulidae         | 8       | 60       |
| Hedyloidea            | Hedylidae            | 1       | 40       |
| Hesperioidea          | Hesperiidae          | 550     | 3.500    |
| Papilionoidea         |                      | 1.400   | 14.000   |
|                       | Lycaenidae           | 566     | 4.698    |
|                       | Nymphalidae          | 633     | 5.698    |
|                       | Papilionidae         | 26      | 605      |
|                       | Pieridae             | 74      | 1.051    |
|                       | Riodinidae           | 140     | 1.250    |
| Drepanoidea           |                      | 129     | 675      |
|                       | Drepanidae           | 123     | 665      |
|                       | Epicopeiidae         | ?       | ?        |
| Geometroidea          |                      | 2.060   | 21.740   |
|                       | Geometridae          | ?       | 26.000   |
|                       | Sematuridae          | ?       | ?        |
|                       | Uraniidae            | 90      | 700      |
| Noctuoidea            |                      | 7.250   | 70.000   |
|                       | Arctiidae            | ?       | 11.000   |
|                       | Doidae               | ?       | ?        |
|                       | Lymantriidae         | 360     | 2.500    |
|                       | Noctuidae            | 4.200   | 35.000   |
|                       | Nolidae              | 308     | 1.400    |
|                       | Notodontidae         | ?       | 3.500    |
|                       | Oenosandridae        | ?       | ?        |
|                       | Pantheidae           | ?       | ?        |

## Classificació dels lepidòpters d'Europa

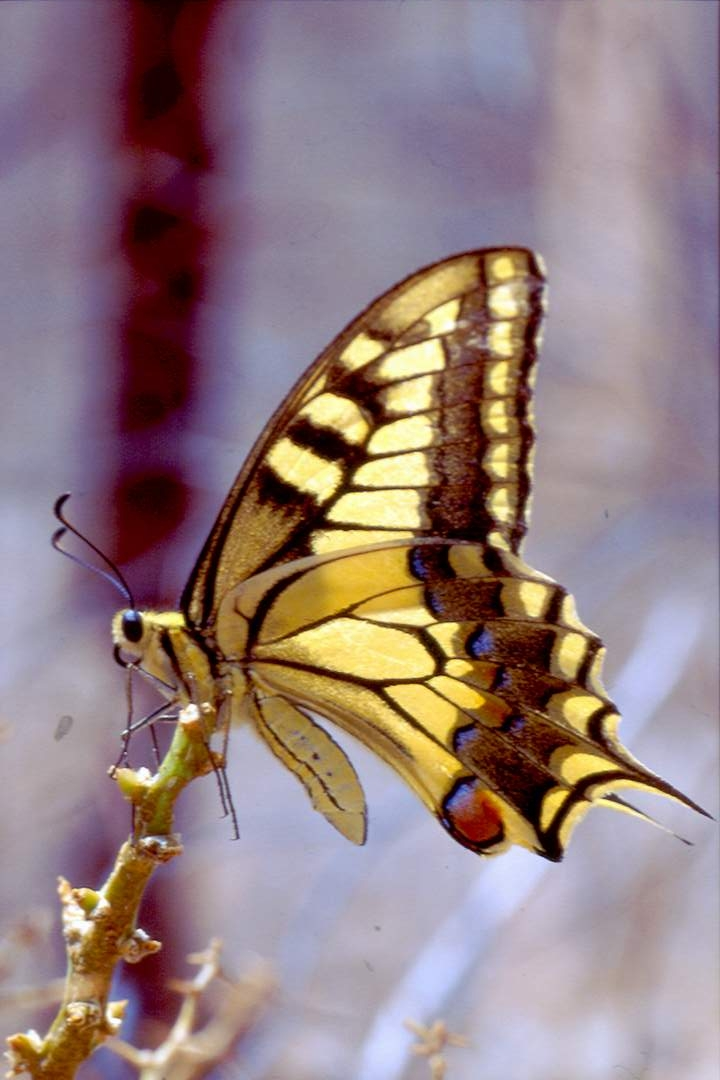
Papilio machaon

Aquesta classificació dels lepidòpters d'Europa està extreta de la Fauna Europaea, una base de dades de la Unió Europea sobre la fauna d'Europa. L'han desenvolupat de manera conjunta la Universitat d'Amsterdam, la Universitat de Copenhaguen i el Museu d'Història Natural de París, i és accessible a tots en internet. De les 47 superfamílies i 128 famílies de lepidòpters a Europa hi ha 33 superfamílies i 92 famílies localitzades.
| Acanthopteroctetoidea | Acanthopteroctetidae |                   |
| Alucitoidea           | Alucitidae           |                   |
| Axioidea              | Axiidae              |                   |
| Bombycoidea           | Brahmaeidae          |                   |
| Bombycoidea           | Endromidae           |                   |
| Bombycoidea           | Lemoniidae           |                   |
| Bombycoidea           | Mirinidae            |                   |
| Bombycoidea           | Saturniidae          | Agliinae          |
| Bombycoidea           | Saturniidae          | Saturniinae       |
| Bombycoidea           | Sphingidae           | Macroglossinae    |
| Bombycoidea           | Sphingidae           | Smerinthinae      |
| Bombycoidea           | Sphingidae           | Sphinginae        |
| Choreutoidea          | Choreutidae          | Choreutinae       |
| Choreutoidea          | Choreutidae          | Millierinae       |
| Copromorphoidea       | Carposinidae         |                   |
| Cossoidea             | Cossidae             | Cossinae          |
| Cossoidea             | Cossidae             | Zeuzerinae        |
| Drepanoidea           | Drepanidae           | Drepaninae        |
| Drepanoidea           | Drepanidae           | Thyatirinae       |
| Epermenioidea         | Epermeniidae         | Epermeniinae      |
| Epermenioidea         | Epermeniidae         | Ochromolopinae    |
| Eriocranioidea        | Eriocraniidae        |                   |
| Galacticoidea         | Galacticidae         |                   |
| Gelechioidea          | Agonoxenidae         |                   |
| Gelechioidea          | Amphisbatidae        | Amphisbatinae     |
| Gelechioidea          | Autostichidae        | Autostichinae     |
| Gelechioidea          | Autostichidae        | Holcopogoninae    |
| Gelechioidea          | Autostichidae        | Symmocinae        |
| Gelechioidea          | Batrachedridae       |                   |
| Gelechioidea          | Blastobasidae        |                   |
| Gelechioidea          | Chimabachidae        |                   |
| Gelechioidea          | Coleophoridae        |                   |
| Gelechioidea          | Cosmopterigidae      | Antequerinae      |
| Gelechioidea          | Cosmopterigidae      | Chrysopeleiinae   |
| Gelechioidea          | Cosmopterigidae      | Cosmopteriginae   |
| Gelechioidea          | Deoclonidae          |                   |
| Gelechioidea          | Depressariidae       | Cryptolechiinae   |
| Gelechioidea          | Depressariidae       | Depressariinae    |
| Gelechioidea          | Elachistidae         |                   |
| Gelechioidea          | Ethmiidae            |                   |
| Gelechioidea          | Gelechiidae          | Dichomeridinae    |
| Gelechioidea          | Gelechiidae          | Gelechiinae       |
| Gelechioidea          | Gelechiidae          | Pexicopiinae      |
| Gelechioidea          | Lecithoceridae       | Ceuthomadarinae   |
| Gelechioidea          | Lecithoceridae       | Lecithocerinae    |
| Gelechioidea          | Lecithoceridae       | Oditinae          |
| Gelechioidea          | Momphidae            |                   |
| Gelechioidea          | Oecophoridae         | Deuterogoniinae   |
| Gelechioidea          | Oecophoridae         | Oecophorinae      |
| Gelechioidea          | Pterolonchidae       |                   |
| Gelechioidea          | Schistonoeidae       |                   |
| Gelechioidea          | Scythrididae         |                   |
| Gelechioidea          | Stathmopodidae       |                   |
| Geometroidea          | Geometridae          | Alsophilinae      |
| Geometroidea          | Geometridae          | Archiearinae      |
| Geometroidea          | Geometridae          | Desmobathrinae    |
| Geometroidea          | Geometridae          | Ennominae         |
| Geometroidea          | Geometridae          | Geometrinae       |
| Geometroidea          | Geometridae          | Larentiinae       |
| Geometroidea          | Geometridae          | Orthostixinae     |
| Geometroidea          | Geometridae          | Sterrhinae        |
| Geometroidea          | Uraniidae            | Epipleminae       |
| Gracillarioidea       | Bucculatricidae      |                   |
| Gracillarioidea       | Douglasiidae         |                   |
| Gracillarioidea       | Gracillariidae       | Gracillariinae    |
| Gracillarioidea       | Gracillariidae       | Lithocolletinae   |
| Gracillarioidea       | Gracillariidae       | Phyllocnistinae   |
| Gracillarioidea       | Roeslerstammiidae    |                   |
| Hepialoidea           | Hepialidae           |                   |
| Hesperioidea          | Hesperiidae          | Hesperiinae       |
| Hesperioidea          | Hesperiidae          | Heteropterinae    |
| Hesperioidea          | Hesperiidae          | Pyrginae          |
| Incurvarioidea        | Adelidae             | Adelinae          |
| Incurvarioidea        | Adelidae             | Nematopogoninae   |
| Incurvarioidea        | Crinopterygidae      |                   |
| Incurvarioidea        | Heliozelidae         |                   |
| Incurvarioidea        | Incurvariidae        |                   |
| Incurvarioidea        | Prodoxidae           |                   |
| Lasiocampoidea        | Lasiocampidae        | Chondrosteginae   |
| Lasiocampoidea        | Lasiocampidae        | Lasiocampinae     |
| Lasiocampoidea        | Lasiocampidae        | Malacosominae     |
| Lasiocampoidea        | Lasiocampidae        | Pinarinae         |
| Lasiocampoidea        | Lasiocampidae        | Poecilocampinae   |
| Micropterigoidea      | Micropterigidae      |                   |
| Nepticuloidea         | Nepticulidae         | Nepticulinae      |
| Nepticuloidea         | Opostegidae          | Oposteginae       |
| Nepticuloidea         | Opostegidae          | Opostegoidinae    |
| Noctuoidea            | Arctiidae            | Arctiinae         |
| Noctuoidea            | Arctiidae            | Lithosiinae       |
| Noctuoidea            | Arctiidae            | Syntominae        |
| Noctuoidea            | Lymantriidae         | Arctorninae       |
| Noctuoidea            | Lymantriidae         | Calliterinae      |
| Noctuoidea            | Lymantriidae         | Lymantrinae       |
| Noctuoidea            | Lymantriidae         | Nygmininae        |
| Noctuoidea            | Lymantriidae         | Orgyinae          |
| Noctuoidea            | Noctuidae            | Acontiinae        |
| Noctuoidea            | Noctuidae            | Acronictinae      |
| Noctuoidea            | Noctuidae            | Aedeiinae         |
| Noctuoidea            | Noctuidae            | Amphipyrinae      |
| Noctuoidea            | Noctuidae            | Bagisarinae       |
| Noctuoidea            | Noctuidae            | Bryophilinae      |
| Noctuoidea            | Noctuidae            | Calpinae          |
| Noctuoidea            | Noctuidae            | Catocalinae       |
| Noctuoidea            | Noctuidae            | Condicinae        |
| Noctuoidea            | Noctuidae            | Cuculliinae       |
| Noctuoidea            | Noctuidae            | Dilobinae         |
| Noctuoidea            | Noctuidae            | Eublemminae       |
| Noctuoidea            | Noctuidae            | Eustrotiinae      |
| Noctuoidea            | Noctuidae            | Euteliinae        |
| Noctuoidea            | Noctuidae            | Hadeninae         |
| Noctuoidea            | Noctuidae            | Heliothinae       |
| Noctuoidea            | Noctuidae            | Herminiinae       |
| Noctuoidea            | Noctuidae            | Hypeninae         |
| Noctuoidea            | Noctuidae            | Micronoctuinae    |
| Noctuoidea            | Noctuidae            | Noctuinae         |
| Noctuoidea            | Noctuidae            | Pantheinae        |
| Noctuoidea            | Noctuidae            | Plusiinae         |
| Noctuoidea            | Noctuidae            | Raphiinae         |
| Noctuoidea            | Noctuidae            | Rivulinae         |
| Noctuoidea            | Noctuidae            | Strepsimaninae    |
| Noctuoidea            | Noctuidae            | Tytinae           |
| Noctuoidea            | Nolidae              | Chloephorinae     |
| Noctuoidea            | Nolidae              | Eariadinae        |
| Noctuoidea            | Nolidae              | Nolinae           |
| Noctuoidea            | Notodontidae         | Notodontinae      |
| Noctuoidea            | Notodontidae         | Phalerinae        |
| Noctuoidea            | Notodontidae         | Ptilodoninae      |
| Noctuoidea            | Notodontidae         | Pygaerinae        |
| Noctuoidea            | Notodontidae         | Stauropinae       |
| Noctuoidea            | Thaumetopoeidae      | Thaumetopoeinae   |
| Papilionoidea         | Lycaenidae           | Lycaeninae        |
| Papilionoidea         | Lycaenidae           | Riodininae        |
| Papilionoidea         | Nymphalidae          | Apaturinae        |
| Papilionoidea         | Nymphalidae          | Charaxinae        |
| Papilionoidea         | Nymphalidae          | Danainae          |
| Papilionoidea         | Nymphalidae          | Heliconiinae      |
| Papilionoidea         | Nymphalidae          | Libytheinae       |
| Papilionoidea         | Nymphalidae          | Limenitidinae     |
| Papilionoidea         | Nymphalidae          | Melitaeinae       |
| Papilionoidea         | Nymphalidae          | Nymphalinae       |
| Papilionoidea         | Nymphalidae          | Satyrinae         |
| Papilionoidea         | Papilionidae         | Papilioninae      |
| Papilionoidea         | Papilionidae         | Parnassiinae      |
| Papilionoidea         | Pieridae             | Coliadinae        |
| Papilionoidea         | Pieridae             | Dismorphiinae     |
| Papilionoidea         | Pieridae             | Pierinae          |
| Pterophoroidea        | Pterophoridae        | Agdistinae        |
| Pterophoroidea        | Pterophoridae        | Pterophorinae     |
| Pyraloidea            | Crambidae            | Acentropinae      |
| Pyraloidea            | Crambidae            | Cathariinae       |
| Pyraloidea            | Crambidae            | Crambinae         |
| Pyraloidea            | Crambidae            | Cybalomiinae      |
| Pyraloidea            | Crambidae            | Evergestinae      |
| Pyraloidea            | Crambidae            | Glaphyriinae      |
| Pyraloidea            | Crambidae            | Odontiinae        |
| Pyraloidea            | Crambidae            | Pyraustinae       |
| Pyraloidea            | Crambidae            | Schoenobiinae     |
| Pyraloidea            | Crambidae            | Scopariinae       |
| Pyraloidea            | Crambidae            | Spilomelinae      |
| Pyraloidea            | Pyralidae            | Epipaschiinae     |
| Pyraloidea            | Pyralidae            | Galleriinae       |
| Pyraloidea            | Pyralidae            | Phycitinae        |
| Pyraloidea            | Pyralidae            | Pyralinae         |
| Schreckensteinioidea  | Schreckensteiniidae  |                   |
| Sesioidea             | Brachodidae          |                   |
| Sesioidea             | Castniidae           |                   |
| Sesioidea             | Sesiidae             | Sesiinae          |
| Sesioidea             | Sesiidae             | Tinthiinae        |
| Thyridoidea           | Thyrididae           |                   |
| Tineoidea             | Eriocottidae         |                   |
| Tineoidea             | Lypusidae            |                   |
| Tineoidea             | Psychidae            | Epichnopteryginae |
| Tineoidea             | Psychidae            | Naryciinae        |
| Tineoidea             | Psychidae            | Oiketicinae       |
| Tineoidea             | Psychidae            | Placodominae      |
| Tineoidea             | Psychidae            | Psychinae         |
| Tineoidea             | Psychidae            | Taleporiinae      |
| Tineoidea             | Psychidae            | Typhoniinae       |
| Tineoidea             | Tineidae             | Dryadaulinae      |
| Tineoidea             | Tineidae             | Euplocaminae      |
| Tineoidea             | Tineidae             | Hapsiferinae      |
| Tineoidea             | Tineidae             | Hieroxestinae     |
| Tineoidea             | Tineidae             | Meessiinae        |
| Tineoidea             | Tineidae             | Myrmecozelinae    |
| Tineoidea             | Tineidae             | Nemapogoninae     |
| Tineoidea             | Tineidae             | Perissomasticinae |
| Tineoidea             | Tineidae             | Scardiinae        |
| Tineoidea             | Tineidae             | Setomorphinae     |
| Tineoidea             | Tineidae             | Stathmopolitinae  |
| Tineoidea             | Tineidae             | Teichobiinae      |
| Tineoidea             | Tineidae             | Tineinae          |
| Tischerioidea         | Tischeriidae         |                   |
| Tortricoidea          | Tortricidae          | Chlidanotinae     |
| Tortricoidea          | Tortricidae          | Olethreutinae     |
| Tortricoidea          | Tortricidae          | Tortricinae       |
| Urodoidea             | Urodidae             |                   |
| Yponomeutoidea        | Acrolepiidae         |                   |
| Yponomeutoidea        | Bedelliidae          |                   |
| Yponomeutoidea        | Glyphipterigidae     | Glyphipteriginae  |
| Yponomeutoidea        | Glyphipterigidae     | Orthoteliinae     |
| Yponomeutoidea        | Heliodinidae         |                   |
| Yponomeutoidea        | Lyonetiidae          | Cemiostominae     |
| Yponomeutoidea        | Lyonetiidae          | Lyonetiinae       |
| Yponomeutoidea        | Plutellidae          |                   |
| Yponomeutoidea        | Yponomeutidae        | Argyresthiinae    |
| Yponomeutoidea        | Yponomeutidae        | Praydinae         |
| Yponomeutoidea        | Yponomeutidae        | Scythropiinae     |
| Yponomeutoidea        | Yponomeutidae        | Yponomeutinae     |
| Yponomeutoidea        | Ypsolophidae         | Ochsenheimeriinae |
| Yponomeutoidea        | Ypsolophidae         | Ypsolophinae      |
| Zygaenoidea           | Epipyropidae         |                   |
| Zygaenoidea           | Heterogynidae        |                   |
| Zygaenoidea           | Limacodidae          |                   |
| Zygaenoidea           | Somabrachyidae       |                   |
| Zygaenoidea           | Zygaenidae           | Chalcosiinae      |
| Zygaenoidea           | Zygaenidae           | Procridinae       |
| Zygaenoidea           | Zygaenidae           | Zygaeninae        |